# کاترین زاس
کاترین زاس (آلمانی: Katrin Saß؛ زادهٔ ۲۳ اکتبر ۱۹۵۶) هنرپیشه آلمانی است. از فیلم‌هایی که وی در آنها نقش داشته‌است می‌توان به خداحافظ لنین اشاره کرد.